# Bur Nibabahargin
Bur Nibabahargin är ett berg i Indonesien.   Det ligger i provinsen Aceh, i den västra delen av landet, 1 700 km nordväst om huvudstaden Jakarta. Toppen på Bur Nibabahargin är 904 meter över havet.
Terrängen runt Bur Nibabahargin är kuperad åt nordost, men åt sydväst är den bergig. Runt Bur Nibabahargin är det ganska tätbefolkat, med 116 invånare per kvadratkilometer. I omgivningarna runt Bur Nibabahargin växer i huvudsak städsegrön lövskog.